# كتلبة بيضوية
كتلبة بيضوية (الاسم العلمي:Catalpa ovata) هي نوع من النباتات تتبع جنس الكتلبة من الفصيلة البنيونية.

## معرض صور

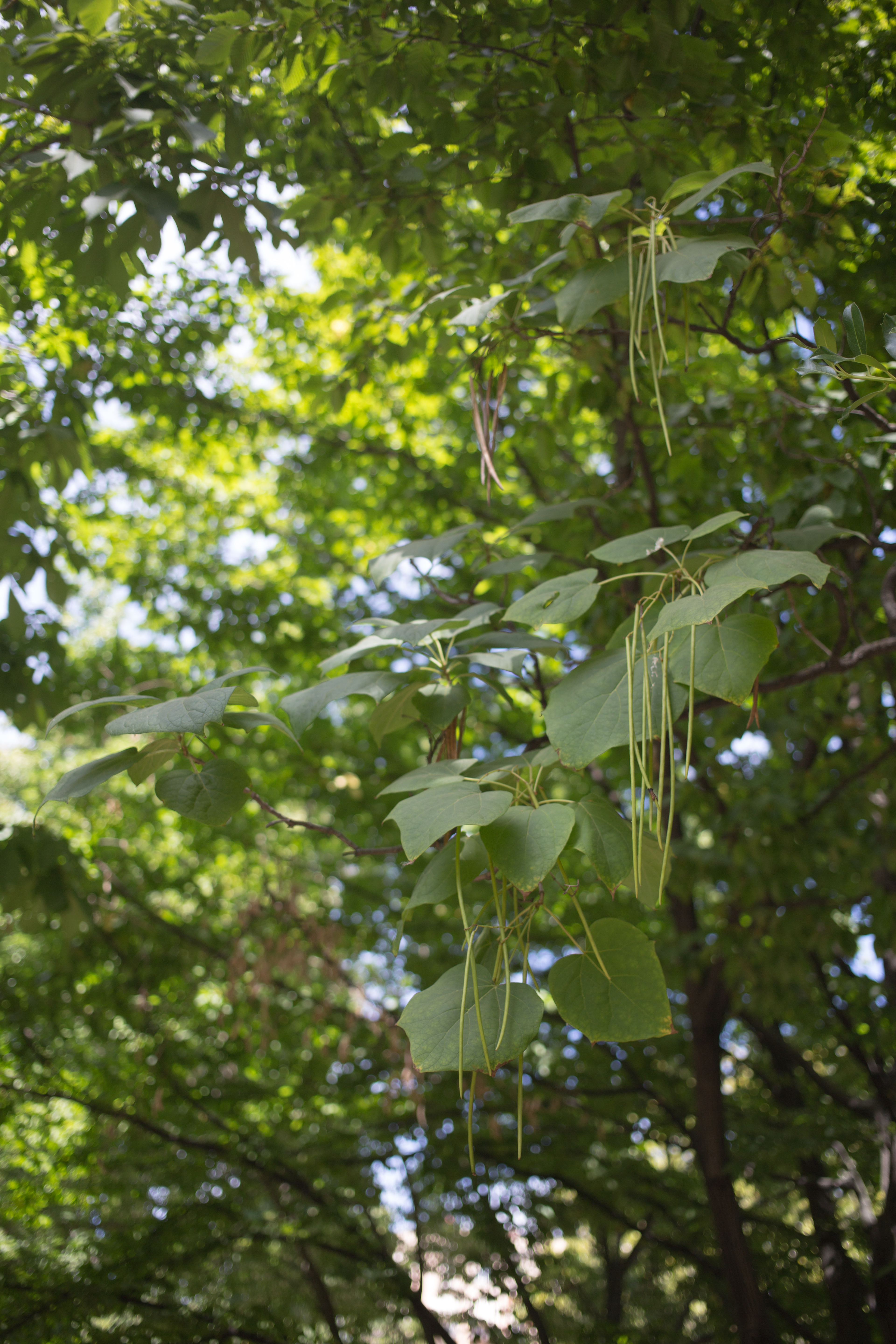
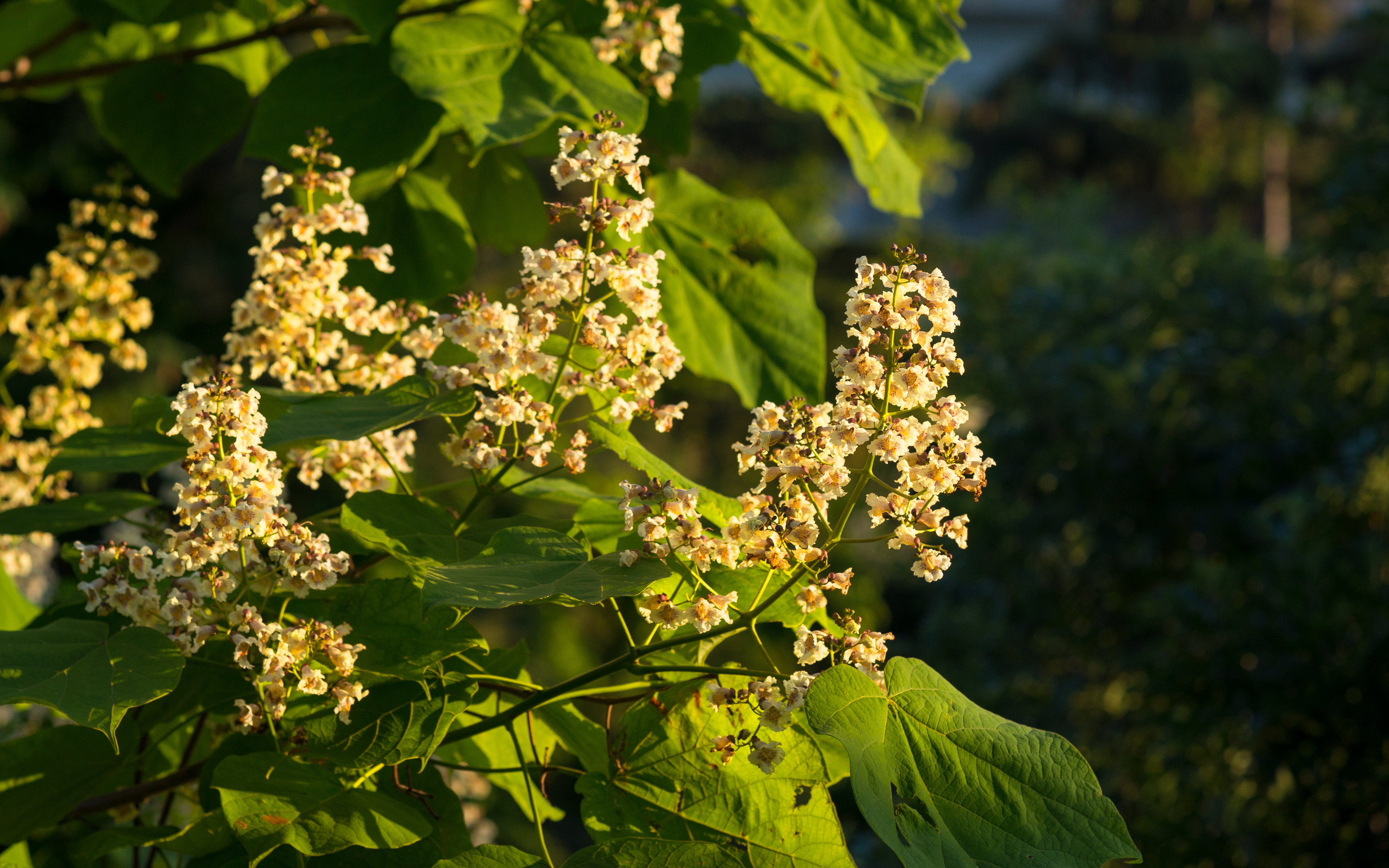
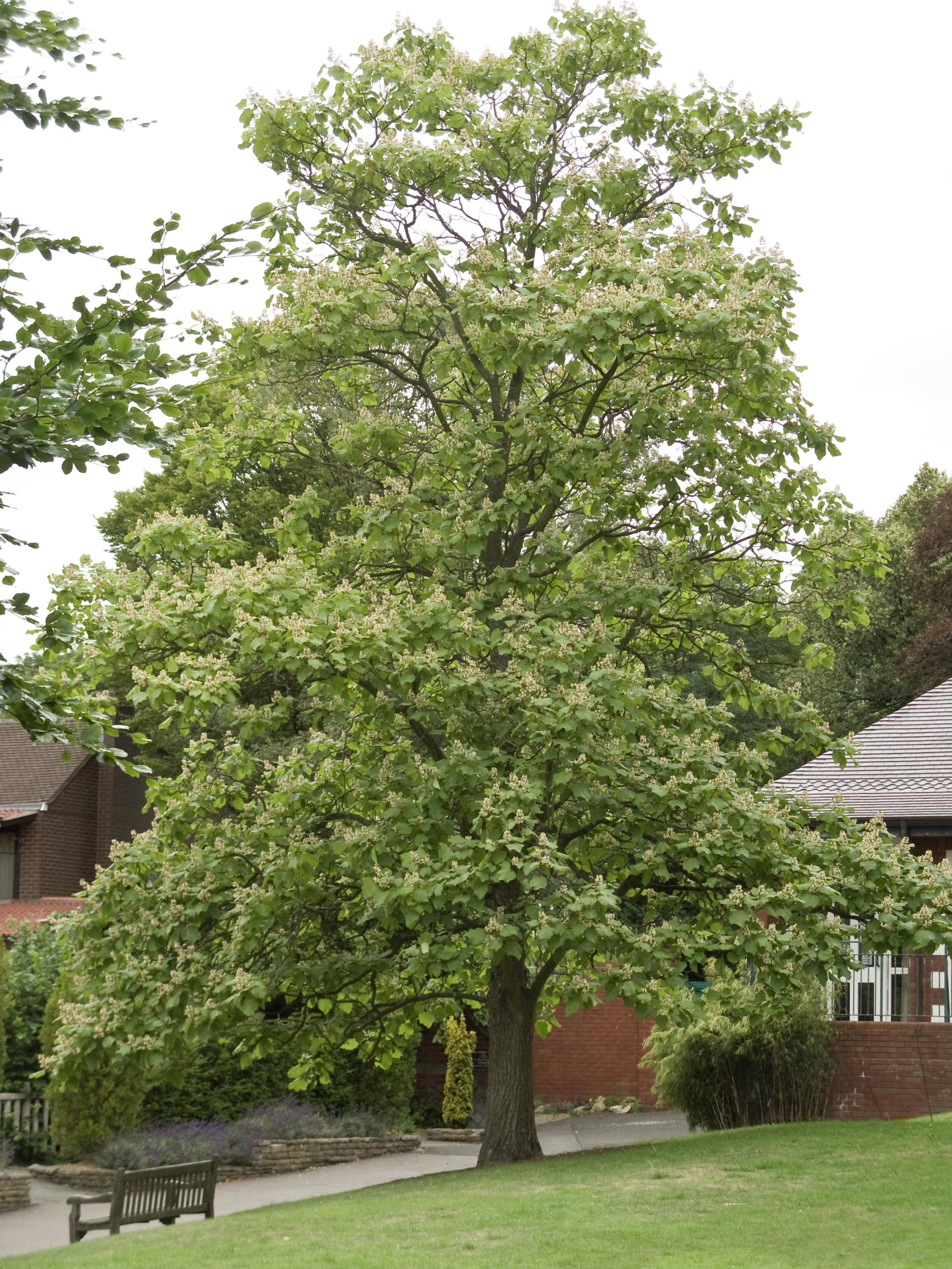